# Ch-22
Ch-22 Buria (ros. Х-22 Буря (burza) – radziecki, a później rosyjski, lotniczy kierowany pocisk manewrujący klasy powietrze-woda/ziemia dalekiego zasięgu, o cechach hipersonicznych. Zdolny do przenoszenia głowic jądrowych. Skonstruowany w biurze konstrukcyjnym OKB-2-155 Raduga.

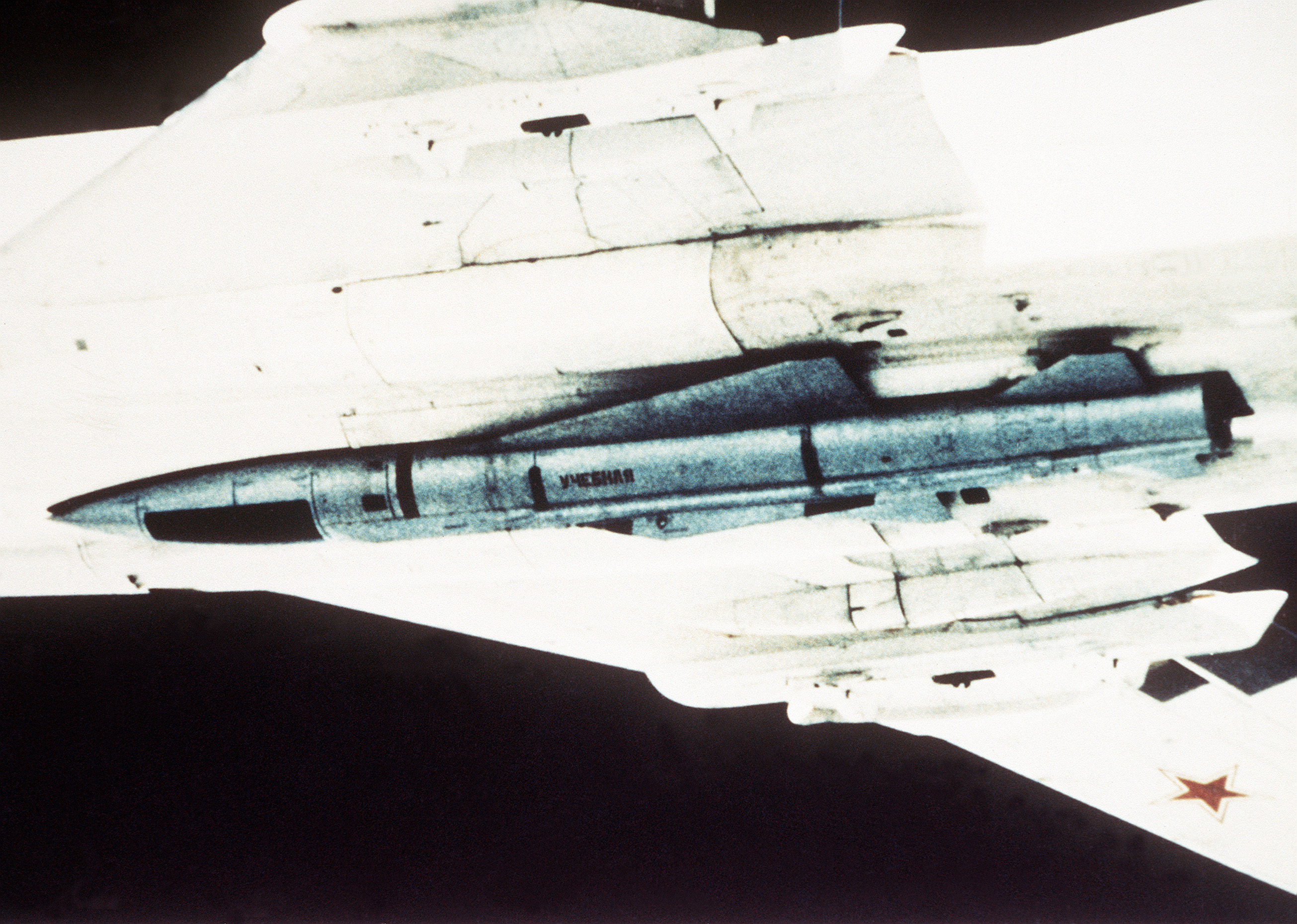
Ch-22M pod kadłubem samolotu Tu-22M

W czasie Zimnej Wojny stanowił uzbrojenie pierwszego rzutu lotnictwa strategicznego ZSRR.

## Historia
Prace nad pociskiem rozpoczęły się wraz z wydaniem w dniu 17 czerwca 1958 dekretu nr 426-201 Rady Ministrów ZSRR, jako odpowiedź na brytyjskie pociski Blue Steel. Prace prowadziło biuro konstrukcyjne nr 155 w Dubnej – późniejsze OKB Raduga. Roboczo oznaczono go jako D-2. Powstały dwie wersje pocisku: do zwalczania celów punktowych (pojedynczych okrętów) i powierzchniowych (grup lotniskowców, konwojów, celów naziemnych). Na te potrzeby OKB-1 opracowało trzy rodzaje systemów kierowania: autonomiczne inercyjne, oraz inercyjne wspomagane radarem aktywnym lub pasywnym.
Pierwsze prototypy powstały w 1962 roku, w zakładach nr 256. W tym samym roku rozpoczęto próby z użyciem dostosowanego samolotu Tu-16K-22. Nie przebiegały one pomyślnie. Pocisk przyjęto na uzbrojenie dopiero w 1967, jako uzbrojenie bombowców Tu-22. Produkcję najpierw rozpoczęto w zakładach nr 301 w Chimkach, ale z powodu niespełniania wymogów przeniesiono ją do zakładów  nr 256, gdzie powstawały prototypy. Po opanowaniu metod, produkcję rozpoczęto w innych zakładach. Pracownicy i szef OKB Raduga, Aleksandr Bereznjak, otrzymali Nagrodę Państwową za projekt pocisku. Nagrodę otrzymali ponownie w 1974 za warianty M i MA.
Ch-22 został skonstruowany dla samolotów Tu-22 (również wersji M, M2 i M3; adapter podkadłubowy BD-45F i adaptery podskrzydłowe BD-45K), później zintegrowano go również z samolotem Tu-95K-22 (1-2 szt. do użytku bojowego, do 3 sztuk do transportu). Pocisk produkowano w 7 wersjach:
- Ch-22/Ch-22PG – podstawowy wariant przeciwokrętowy z systemem aktywnej radiolokacji z radarem PG.
- Ch-22M – z głowicą burzącą i aktywnym radiolokacyjnym systemem naprowadzania PMG, oraz system inercyjnym, przeznaczona do zwalczania okrętów. Z ulepszonym silnikiem. Przyjęty do służby w 1974[2].
- Ch-22MA – z głowicą jądrową, z kierowaniem inercyjnym i systemem TERCOM. Przyjęty do służby w 1974[2].
- Ch-22P/MP – z głowicą burzącą lub odłamkową (1 200 szrapneli)[2] i pasywnym radiolokacyjnym systemem naprowadzania (PSN lub PGP-K), przeznaczona do zwalczania stacji radiolokacyjnych. Wymagał odbiornika Kurs-N/NM.
- Ch-22PSI – z głowicą jądrową i bezwładnościowym systemem naprowadzania. Przyjęta na uzbrojenie w 1971[2].
- Ch-22N – przeciwokrętowy, z aktywnym radarem i kierowaniem inercyjnym, o niskim profilu lotu.

W trakcie użytkowania pociski przechodziły ulepszenie systemu nawigacji do systemu APK-22.
W połowie lat 70. XX wieku zaczęto rezygnować z wersji z pasywnym radiolokatorem na rzecz aktywnego, z uwagi na celność i problemy z nim. Efektywność wersji N opisywano jako wysoką: szacowano, że do porażenia lotniskowca/grupy uderzeniowej potrzebne będzie nie więcej niż 9 pocisków.
W latach 70. XX wieku starano się stworzyć wersję hipersoniczną (Mach 6), atakującą z wysokości 70 km. Wersja oznaczana jako B, ostatecznie nie powstała.
Możliwości tego pocisku skłoniły USA do prac nad systemem AEGIS.
W latach 80. XX wieku pocisk był oferowany na eksport. Zainteresowanie wyrażały Chiny i Iran, ale brak jest informacji o jakichkolwiek zakupach.
Produkcję zakończono w 1988. Szacuje się, że łącznie wyprodukowano od 1000 do 3000 egzemplarzy wszystkich wersji Ch-22. W XXI wieku pozostawał podstawową bronią tego typu w arsenale Rosji i Ukrainy. W roku 2000 Ukraina przekazała 386 rakiet Ch-22 ze swoich zasobów w ramach spłat zadłużenia wobec Rosji.
Następcą „Burzy” miała zostać rodzina pocisków Ch-32.

### Testy
W trakcie testów pocisków okazał się bardzo skuteczny w rażeniu celów nawodnych, nawet bez głowicy jądrowej. Celne rażenie pojedynczym pociskiem było w stanie wyeliminować z walki lotniskowiec lub krążownik. W trakcie prób otwory w poszyciach rażonych celów miały powierzchnię do 22 m², a wypalenie pokładów sięgało do 12 metrów w głąb.
Jednakże zebrane dane o skuteczności amerykańskich środków walki radioelektronicznej świadczyły, że trafienie może być trudne. Według radionawigatorów, wywoływane zakłócenia był tak duże, że praktycznie uniemożliwiały pociskom celowanie. Z tego względu planowano stosować różne techniki taktyczne, na przykład:
- atak w dwóch falach (jądrowej i konwencjonalnej, lub dwóch konwencjonalnych). Pierwsza fala miała zadać pierwsze ciosy i osłabić wpływ środków WRE a tym samym zwiększyć celność pocisków drugiej fali
- ataki w grupach
- ataki z wielu kierunków
- ataki zmasowane

## Opis
Ch-22 jako pierwszy radziecki pocisk na szeroką skalę wykorzystywał stopy tytanu (OT-4-1 i SM-5; ). W trakcie budowy Raduga napotkała podobne problemy z nagrzewaniem się konstrukcji pocisku przy prędkościach powyżej Mach 3, podobnie jak amerykański Lockheed Martin przy budowie A-11/YF-12A. Konstrukcja pocisku musiała bowiem znosić duże obciążenia termiczne, do ponad 400°C, co wykluczało użycie typowych dla konstrukcji lotniczych stopów aluminiowych.
Elementy nośne korpusu i uskrzydlenia wykonano ze stali, głównie spawanej. Z tytanu wykonano elementy poszycia, oraz osłon i ekranów termicznych. Kratownice i belki wewnątrz wykonano głównie z lekkiego stopu magnezowego ML-5. Największy pojedynczy element pocisku, pięciometrowej długości zbiornik na paliwo, wykonano ze stali kwasoodpornej. Większość elementów była spawana. Aby nie osłabiać konstrukcji, poszycie miało zminimalizowaną liczbę otworów technicznych i serwisowych. 
Wnętrze pocisku składało się z 4 komór. W części nosowej znajdował się radar lub antena odbiorcza (zależnie od wersji) i jednostka kontrolna. Za nimi znajdował się blok zapalników kontaktowych, komputera pokładowego. Następnie akumulatory suche (z elektrolitem ampułkowym aktywowanym przy starcie), zbiorniki utleniacza i paliwa, oraz autopilota APK-22A. W części ogonowej znajdowały się siłowniki sterów, turbopompa oraz silnik z dwoma komorami spalania.
Napęd stanowił silnik rakietowy Isajew (późniejsze OKB Sojuz) R-201-300/S5.44 na paliwo ciekłe. Silnik miał ciąg maksymalny 83 kN i ciąg marszowy 5,9 kN (ciąg startowy i marszowy uzyskiwany był w osobnych komorach), korzystający z zapasu 3049 kg paliwa TG02 i 1015 kg utleniacza AK-20K. Pocisk używał turbopomp z gazogeneratorem, i generatorem głównym do zasilania awioniki i hydrauliki.
Autopilot APK-22(A) zasilany był akumulatorem suchym, pozwalającym na 10 minut czasu pracy. Siłowniki sterów korzystały z akumulatorów hydraulicznych.
Usterzenie w układzie trójkątnym, o symetrycznym profilu naddźwiękowym. Dla zwiększenia stabilności, na dnie korpusu znajdowało się wybrzuszenie w formie kilu, w którym znajdowało się część wyposażenia antenowego.

### Działanie
Po odłączeniu od samolotu składniki paliwa były podawane do komory spalania, gdzie ulegały samozapłonowi. Pocisk rozpędzał się i jednocześnie wchodził na wysokość docelową. Po osiągnięciu maksymalnej prędkości, silnik przechodził w tryb marszowy.
Zasięg wykrywania celu typu krążownik wynosił do 340 km. Zasięg przechwytywania i śledzenia wynosił 250-270 km. Zasięg samego pocisku zależał od prędkości samolotu nośnika i wysokości wystrzelenia.
| Pręd. samolotu [km/h]   | 950 | 1 400 | 1 720 |
| Wysokość odpalenia [km] | 10  | 12    | 14    |
| Zasięg [km]             | 400 | 500   | 550   |

Profil ataku mógł być trojaki:
- wysoki – pocisk osiągał wysokość przelotową 22–32 km, po czym nurkował w kierunku celu z prędkością nawet Mach 4,6, czyli bliską hipersonicznej.
- niski – z wysokością przelotową 12 km i prędkością Mach 2.
- niskiego startu – wprowadzony najpóźniej – umożliwiał start pocisku na niskiej wysokości, przelot na wysokości ok. 1 km, i atak z wysokości w ostatniej fazie lotu. Zasięg pocisku w tym trybie był bardzo skrócony[2].

Do wad pocisku należało bezpieczeństwo i obsługa. Paliwo pocisku jest toksyczne, a utleniacz – żrący. Przygotowanie pocisku do startu było skomplikowane i długie. Obsługa musiała nosić gumowe kombinezony ochronne i maski przeciwgazowe. Prace przy pociskach odbywały się w asyście drużyn ratowniczych. Gdy nie przywidywano prawdziwych strzelań, unikano tankowania pocisków nawet podczas ćwiczeń. Z tego względu wyprodukowano pewną ilość pocisków ćwiczebnych i symulatorów (I-098).
Pociski miały tendencję do usterek po kilku lotach pod zaczepami. Wprowadzenie dokładnej telemetrii stanu pracy pocisków wykazało, że część usterek spowodowana była zanieczyszczeniem powietrza w przedziałach sterowania i utrzymaniem temperatury. Część z problemów udało się usunąć. Wprowadzenie nowego systemu tankowania (za pomocą modułów) poprawiło bezpieczeństwo i uprościło utrzymanie pocisków. Pocisk wymagał produkcji wysokiej jakości i dokładności.
Dużym problemem w opracowaniu i produkcji stanowiło osłona radaru z włókna szklanego przepuszczalna dla fal radiowych. Przy jej tworzeniu używano włókien mineralnych, kwarcu, materiału radioprzepuszczalnego ASTT2, oraz spoiw termoodpornych WS-350, PU-2, WKT-2 i WKT32-2.
Pocisk dostarczany był w całości, w pełni skompletowany, co odróżniło go od innych rakiet. Skrzynia transportowa miała 12 metrów długości i wymagała transportu kolejowego lub samolotem An-12. Do transportu pocisku na terenie baz lotniczych używany był dedykowany wózek i elektryczny podnośnik. Montaż pocisku był złożony i kłopotliwy.
Do zalet należało:
- możliwość wymiany danych między pociskami w salwie
- odporność na zestrzelenie - według konstruktorów pocisków mógł przetrwać salwę z systemu Phalanx CIWS, pojedyncze trafienie rakietą AIM-7 Sparrow lub 2-3 trafienia AIM-9 Sidewinder.

## Dane taktyczno-techniczne
|                               | Ch-22                                           | Ch-22P                     | Ch-22PSI                          | Ch-22M                       | Ch-22MA                  | Ch-22MP                      | Ch-22N                       | Ch-22NA                     |
| ----------------------------- | ----------------------------------------------- | -------------------------- | --------------------------------- | ---------------------------- | ------------------------ | ---------------------------- | ---------------------------- | --------------------------- |
| Długość [m]                   | 11,65 - 11,67                                   | 11,67                      |                                   |                              |                          |                              |                              |                             |
| Rozpiętość [m]                | 2,99 - 3,00                                     | 3,2                        |                                   |                              |                          |                              |                              |                             |
| Max. śr. korpusu [m]          | 0,90-0,92                                       |                            |                                   |                              |                          |                              |                              |                             |
| Wysokość [m]                  | 1,81 (ze złożonym kilem) - 2,00 (kil rozłożony) |                            |                                   |                              |                          |                              |                              |                             |
| Masa startowa [kg]            | 5635 - 5780                                     | 5900                       | 5900 - 6000                       |                              |                          |                              |                              |                             |
| Masa głowicy bojowej [kg TNT] | 630 - 900                                       | jądrowa                    | 930 - 950                         | jądrowa                      | 930 - 950                | jądrowa                      |                              |                             |
| Naprowadzanie                 | aktywne radarowe                                | pasywne radarowe           | inercyjne                         | aktywne radarowe i inercyjne | inercyjne                | pasywne radarowe i inercyjne | aktywne radarowe i inercyjne | inercyjne z korekcją terenu |
| Wys. przelotowa [km]          | 22,5 - 25                                       |                            |                                   |                              |                          |                              |                              |                             |
| Zasięg [km]                   | 140 - 300 (460 - 600)                           | 300 - 400                  | 300 - 400 (560)                   | 300 - 400                    | 140 - 300 (460 - 600)    |                              |                              |                             |
| Wys. wystrzelenia [km]        | 10 - 14                                         | 10 - 12                    | 10 - 12                           | do 14                        | do 14                    | do 14                        | 11 - 12                      | 11-13                       |
| Pręd. maks. [Ma]              | 3,5 - 4,6                                       | 4 - 6                      |                                   |                              |                          |                              |                              |                             |
| Nośnik                        | Tu-22K, Tu-95K-22, Tu-106K, M-4, M-52, M-56     | Tu-22K, Tu-95K-22, Tu-106K | Tu-22K, Tu-95K-22, Tu-135, Tu-22M | Tu-22KD, Tu-22M              | Tu-22K, Tu-22KPD, Tu-22M | Tu-22KD, Tu-22KPD            | Tu-22M2, Tu-22M3, Tu-95K-22  |                             |

## Użytkowanie
Od 1987 bombowce strategiczne Tu-22M3, przenoszące Ch-22, przynależą do 4 pułki tworzące 37. jednostkę lotnictwa frontowego Marynarki Wojennej RF Rosji. 
Do lat 90. XX wieku najczęstszym miejscem ćwiczebnego użycia Ch-22 było Morze Kaspijskie. Po rozpadzie ZSRR pierwsze strzelania Ch-22 z użyciem Tu-22M3 miały miejsce podczas ćwiczeń Zapad 1999, w czerwcu 1999. Cztery kolejne pociski wystrzelono we wrześniu tego samego roku.
W roku 2000, 11 sierpnia, podczas wspólnych ćwiczeń lotnictwa rosyjskiego i ukraińskiego, dwa Tu-22M3 z Połtawy odbyły 4 godzinny lot do poligonu Nowa Ziemia, gdzie trafiły barki ćwiczebne. Dwa tygodnie później, 25 sierpnia, załoga ukraińskiego Tu-22M3 wystrzeliła Ch-22 na poligonie Arkałyk (Kazachstan), który następnie został przechwycony i zniszczony przez myśliwce Su-27.
Szóstego kwietnia 2001 na poligonie Makat wykonano odpalenie pocisku składowanego przez 25 lat – w celu badawczym, aby sprawdzić trwałość i niezawodność rakiety.
We wrześniu 2002 roku użycie pocisku na poligonie Krasny Jar (k. Czyty) zakończyło się skandalem – pocisk nie zadziałał prawidłowo i spadł na terytorium Mongolii. Podobny przypadek zdążył się również potem również w Kazachstanie, gdzie rakieta spadła nieopodal wioski. 
W 2018 roku Rosja wyasygnowała 4,5 mln USD na remont i przerobienie 80 rakiet do wersji Ch-32.
Ch-22 zajmuje szczególne miejsce w historii radzieckiego i rosyjskiego uzbrojenia. Znajduje się na uzbrojeniu już od 60 lat i stosowany był na różnych typach bombowców strategicznych. Wszystko to mimo wad takich, jak niska sprawność, trudne utrzymanie, i kłopotliwe magazynowane - związane z ciekłymi i wywołującymi korozję składnikami paliwa. 

### Wojna na Ukrainie
Od maja 2022 roku pociski Ch-22 były używane przez Rosję do ataków na Ukrainę, uzupełniając bardziej precyzyjne nowocześniejsze pociski manewrujące. Do połowy stycznia 2023 strona ukraińska odnotowała użycie 210 rakiet tego typu. Strona ukraińska przyznała, że z uwagi na charakterystykę ich lotu, nie dysponowała skutecznymi środkami obrony. Najgłośniejszym echem odbił się atak z jego użyciem z soboty 14 stycznia 2023 roku, kiedy pocisk Ch-22 uderzył w 16-piętrowy blok mieszkalny w Dnieprze, zabijając co najmniej 29 osób i raniąc 80. Najpewniej został wystrzelony z samolotów należących do 52. Pułku Lotnictwa Ciężkich Bombowców Gwardii. Pocisków użyto także 19 lipca 2023 w ataku na Odessę i terminale zbożowe, po nieprzedłużeniu umowy zbożowej.
19 kwietnia 2024 roku, zgodnie z informacją którą udzielił dowódca sił powietrznych Ukrainy Mykoła Ołeszczuk, w nocnym ataku Rosjan (z 18 na 19 kwietnia 2024 roku), Ukraińcy zestrzelili dwa pociski manewrujące Ch-22 Buria. Należy uznać, że jest to pierwszy przypadek zestrzelenia tych rakiet przez Ukrainę. Do tej pory Ukraińcy byli wobec nich bezradni, nie pomagały zachodnie systemy obrony powietrznej (Patriot, Iris-T, NASAMS). W ataku 19 kwietnia 2024 Rosjanie użyli łącznie 22 rakiet i 14 dronów z czego udało się zestrzelić wszystkie drony i 15 rakiet (w tym dwa pociski Ch-22 Buria)